# Патерсон
Патерсон (енгл. Paterson) град је у америчкој савезној држави Њу Џерзи. По попису становништва из 2010. у њему је живело 146.199 становника.

## Демографија
Према попису становништва из 2010. у граду је живело 146.199 становника, што је 3.023 (2,0%) становника мање него 2000. године.
|                   | 2010.            | 2000.            |
| Укупно            | 146 199 (100,0%) | 149 222 (100,0%) |
| Хиспаноамериканци | 84 254 (57,63%)  | 74 774 (50,11%)  |
| Афроамериканци    | 46 314 (31,68%)  | 49 095 (32,90%)  |
| Белци             | 13 426 (9,183%)  | 19 765 (13,25%)  |
| Остали            | 2 205 (1,508%)   | 2 757 (1,848%)   |
| Азијати           | –                | 2 831 (1,897%)   |

## Партнерски градови
- Ескишехир